# Deep Purple (album)
Deep Purple è il terzo album in studio dell'omonimo gruppo, pubblicato nel 1969 dalla Harvest Records nel Regno Unito e dalla Tetragrammaton Records negli Stati Uniti.

## Storia
Alla fine del 1968 il gruppo era in tour negli Stati Uniti per promuovere il secondo album,  The Book of Taliesyn. A gennaio 1969 il gruppo tornò in patria dove erano considerati un gruppo di nicchia ma, grazie alle voci del loro successo in America,  accrebbero la loro reputazione accrescendo gradualmente la popolarità. I loro ultimi lavori non avevano però avuto molto successo nel Regno Unito dove il loro secondo singolo Kentucky Woman non era entrato in classifica e venne ritirato dopo sei settimane dopo che aveva raggiunta la posizione nº 38 negli USA e la nº 21 in Canada. L'etichetta americana del gruppo, la Tetragrammaton Records, premeva affinché il gruppo realizzasse un altro singolo che bissasse il successo di Hush, così il gruppo registrò alcune cover in uno studio di New York a dicembre del 1968 ma senza risultati validi. Pochi giorni dopo il loro rientro in patria, il gruppo entrò in studio con il produttore del loro precedente album, Derek Lawrence, per comporre e registrare nuove canzoni oltre al singolo da lanciare. Al fine di realizzare un nuovo singolo venne composta e registrata "Emmeretta" e, come lato B per il singolo destinato al mercato americano venne registrata "The Bird Has Flown", brano molto più hard rock e sperimentale della precedente; lo strumentale "Wring That Neck", estratto dall'album precedente, fu invece scelto come lato B dell'edizione inglese del singolo che venne pubblicato nel febbraio 1969 e venne supportato dal primo tour del gruppo nel Regno Unito. Il tempo libero lasciato dal tour venne impiegato per registrare le canzoni per il nuovo album; la pressione per i molti impegni lasciò al gruppo poco tempo per la composizione e molte tracce vennero scritte e preparate in studio. L'ispirazione venne da varie parti: la canzone scelta per l'apertura del disco, Chasing Shadows, era basata su un ritmo africano creato dal batterista Ian Paice, lo strumentale Fault Line era ispirata a un terremoto che aveva sorpreso il gruppo quando erano a Los Angeles; la dura e barocca Blind fu scritta da Lord a seguito di un incubo che aveva avuto; Why Didn't Rosemary? era ispirata al film di Roman Polański, Rosemary's Baby, che il gruppo aveva visto al cinema tutti insieme; April, una melodia composta da Blackmore sul mese del suo compleanno prima che le sessioni di registrazione avessero inizio, venne ampliato con una sezione di musica classica composta da Lord che la portò a divenire la traccia da 12 minuti alla fine dell'album. La prima canzone che venne suonata in pubblico era intitolata Hey Bop a Re Bop ma poco dopo venne rilavorata e divenne The Painter. Lalena e April vennero completate il 28 febbraio, mentre una nuova versione di The Bird Has Flown, intitolata Bird Has Flown, venne registrata il 28 marzo. La parte orchestrale di April fu l'ultima registrazione a essere completata.
Dubbi circa l'adattabilità del cantante Rod Evans con il genere hard rock che gli altri membri del gruppo volevano seguire, portarono alla decisione di cercare un sostituto, che fu trovato nel cantante del gruppo Episode Six, Ian Gillan. Gillan formava un duo autoriale con il bassista degli Episod Six, Roger Glover, che venne anche lui invitato a unirsi al gruppo in sostituzione di Nick Simper. La nuova formazione, nota come Mark II, esordi in un concerto a Londra il 10 luglio 1969. Le vendite dell'album furono le peggiori di quelli del periodo della formazione precedente, la Mark I. L'album fu ignorato dalla critica al momento della sua pubblicazione ma venne rivalutato successivamente per la varietà degli stili e l'audacia degli arrangiamenti.
L'album è quindi l'ultimo prima del cambio di formazione: presi ormai contatti con Ian Gillan e Roger Glover i restanti tre membri faranno qualche altra seduta di registrazione con Simper ed Evans prima di licenziarli. Rod Evans accetterà i diritti sulle canzoni alle quali diede contributo, mentre Nick Simper farà causa alla band perdendo non solo il posto come bassista ma anche tutti i diritti.
Le copie dell'edizione originale statunitense sono rare poiché la Tetragrammaton andò in bancarotta proprio nel periodo dell'uscita dell'album. Questo causò anche la cancellazione di un tour come gruppo spalla dei The Rolling Stones.

## Pubblicazione
La Tetragrammaton Records, l'etichetta americana del gruppo, si trovò sull'orlo del fallimento a causa delle spese promozionali e di errate strategie commerciali. I Deep Purple erano il gruppo di maggior successo dell'etichetta ma non era stato il grado di bissare il successo di Hush e l'ultimo singolo pubblicato, Emmeretta, non riuscì a entrare in classifica. La crisi della Tetragrammaton causò un ritardo nella stampa del disco che venne pubblicato solo il 21 giugno 1969, dopo che il gruppo aveva già completato il tour in America.
Nel Regno Unito Lalena e The Painter vennere suonate dal vivo alla BBC Radio il 24 giugno 1969 e l'album venne pubblicato a settembre 1969 dalla Harvest Records di proprietà della EMI, contemporaneamente alla performance Concerto for Group and Orchestra tenuta dal gruppo alla Royal Albert Hall di Londra quando la formazione era ormai già cambiata.
L'album è stato ristampato poche volte e solo in Europa, spesso in accoppiata con altri album della band del periodo Mark I. La sola altra riedizione internazionali è l'edizione in Compact disc del 2000 della EMI che contiene anche diverse versioni di The Bird Has Flown ed Emmaretta e versioni dal vivo prese dalla performance alla BBC come bonus track.

## Accoglienza
L'album venne praticamente ignorato dalla stampa specializzata negli Stati Uniti e dal giugno 1969 stazionò nella classifica Billboard 200 per poche settimane raggiungendo al suo meglio la posizione nº 162 e non raggiunse il successo dei suoi due predecessori. I problemi finanziari della Tetragrammaton furono fra le cause dell'insuccesso per la scarsa promozione dell'album, ma anche la mancanza di un singolo di successo da far passare nelle radio FM e di un tour a sostegno dell'album sono importanti fattori.
Nel Regno Unito il singolo Emmaretta non convinse i critici e il pubblico e non entrò in classifica. All'epoca della pubblicazione, l'album venne ignorato dalla stampa specializzata britannica che si concentrò maggiormente sul Concerto for Group and Orchestra, ritenuto più interessante in quanto realizzato dalla nuova formazione, piuttosto che il precedente che era stato realizzato da una formazione che ormai era stata modificata.
In Europa l'album ebbe maggior successo arrivando in Germania a essere certificato come disco d'oro nel 1990.
La critica moderna è comunque positiva.
All Music definisce l'album come uno dei migliori di sempre nel campo del rock progressivo, con l'indicazione di un percorso musicale di successo che il gruppo avrebbe potuto intraprendere ma che poi abbandonò subito dopo, rimarcando come il gruppo riuscì a combinare l'intensità, l'eccitazione e l'audacia del primitivo heavy metal con la complessità del rock progressivo e delle ambizioni intellettuali.
PopMatters ne apprezza il suono più pesante delle canzoni e nota come April sia il pezzo più ambizioso dell'album se non il migliore.
Blogcritics recensisce l'album come il meno soddisfacente dei loro primi tre lavori ma può essere considerato il più avventuroso per il suo addentrarsi attraverso numerosi stili e sonorità. Comunque, considerando la crescita di Blackmore e di Lord in questo album, è la giusta conclusione del processo formativo del gruppo.

## Copertina
La copertina di questo album è un particolare del Trittico del Giardino delle delizie di Hieronymus Bosch, nello specifico il cosiddetto "Inferno Musicale". Al particolare del dipinto sono state aggiunte anche le sagome dei membri della band britannica. La casa discografica Tetragrammaton incontrò delle difficoltà nell'impiego di questo dipinto come copertina poiché era erroneamente percepito come sacrilego negli Stati Uniti d'America tanto che fu rifiutato da molti negozi di dischi. La copertina originale doveva essere a colori ma ci fu un errore di stampa, sicché venne fuori in bianco e nero.

## Tracce
Edizione originale in vinile
Lato A
1. Chasing Shadows (Lord, Paice) - 5:34
2. Blind (Lord) - 5:26
3. Lalena (Donovan) - 5:05
4. Fault Line (Blackmore, Lord, Paice, Simper) - 1:46
5. The Painter (Blackmore, Lord, Paice, Simper) - 3:52

Lato B
1. Why Didn't Rosemary? (Blackmore, Evans, Lord, Paice, Simper) - 5:04
2. The Bird Has Flown (Blackmore, Evans, Lord) - 5:36
3. April (Blackmore, Lord) - 12:10

Tracce bonus nella riedizione su CD
1. The Bird Has Flown (alternate version) - 2:54
2. Emmaretta (Blackmore, Evans, Lord) (original single) - 3:00
3. Emmaretta (BBC Top Gear session) - 3:09
4. Lalena (BBC radio session) - 3:33
5. The Painter (BBC radio session) - 2:18

## Formazione
- Rod Evans - voce
- Ritchie Blackmore - chitarra
- Jon Lord - organo, tastiere, voce
- Nick Simper - basso, voce
- Ian Paice - batteria